# Myrtoideae
Sous-famille
Les Myrtoideae sont une sous-famille de plantes à fleurs de la famille des Myrtaceae. Elle comprend plus de cent-trente genres et plus de six-mille-cinq-cent espèces selon Catalogue of Life (25 juin 2021).
Les Psiloxyloideae sont la deuxième sous-famille de Myrtaceae.

## Taxonomie
La sous-famille est décrite et nommée par le botaniste britannique Robert Sweet en 1827, qui la classe dans la famille des Myrtaceae sous le nom scientifique Myrtoideae, pour le genre type Myrtus.
Les noms de familles suivants sont synonymes de Myrtoideae selon BioLib (25 juin 2021) :
- Chamelauciaceae Rudophi
- Kaniaceae Nakai
- Leptospermaceae F. Rudolphi
- Melaleucaceae Vest
- Myrrhiniaceae Arnott

## Liste des tribus
Selon GRIN (25 juin 2021) :
- Backhousieae
- Chamelaucieae
- Eucalypteae
- Kanieae
- Leptospermeae
- Lindsayomyrteae
- Lophostemoneae
- Melaleuceae
- Metrosidereae
- Myrteae
- Osbornieae
- Syncarpieae
- Syzygieae
- Tristanieae
- Xanthostemoneae

Selon l'INPN (25 juin 2021) (taxons recensés en France uniquement, outre-mer compris) :
- Chamelaucieae DC., 1827
- Eucalypteae Peter G.Wilson, 2005
- Kanieae Peter G.Wilson ex Reveal, 2012
- Leptospermeae DC., 1827
- Melaleuceae Burnett, 1835
- Metrosidereae Peter G.Wilson, 2005
- Myrteae DC., 1827
- Syncarpieae Peter G.Wilson, 2005
- Syzygieae Peter G.Wilson, 2005
- Tristanieae Peter G.Wilson, 2005
- Xanthostemoneae Peter G.Wilson, 2005

## Liste des genres
Selon Catalogue of Life (25 juin 2021) :
- Acca O. Berg
- Accara Landrum
- Actinodium Schauer ex Schltdl.
- Agonis (DC.) Sweet
- Algrizea Proença & NicLugh.
- Allosyncarpia S. T. Blake
- Aluta Rye & Trudgen
- Amomyrtella Kausel
- Amomyrtus (Burret) D. Legrand & Kausel
- Angophora Cav.
- Anticoryne Turcz.
- Archirhodomyrtus (Nied.) Burret
- Arillastrum Pancher ex Brongn. & Gris
- Astartea DC.
- Asteromyrtus Schauer
- Astus Trudgen & Rye
- Austromyrtus (Nied.) Burret
- Babingtonia Lindl.
- Backhousia Hook. & Harv.
- Baeckea L.
- Balaustion Hook.
- Barongia Peter G. Wilson & B. Hyland
- Basisperma C. T. White
- Blepharocalyx O. Berg
- Callistemon R. Br.
- Calycolpus O. Berg
- Calycorectes O. Berg
- Calyptranthes Sw.
- Calyptrogenia Burret
- Calytrix Labill.
- Campomanesia Ruiz & Pav.
- Chamelaucium Desf.
- Chamguava Landrum
- Cheyniana Rye
- Cloezia Brongn. & Gris
- Corymbia K. D. Hill & L. A. S. Johnson
- Corynanthera J. W. Green
- Curitiba Salywon & Landrum
- Cyathostemon Turcz.
- Darwinia Rudge
- Decaspermum J. R. Forst. & G. Forst.
- Enekbatus Trudgen & Rye
- Ericomyrtus Turcz.
- Eucalyptopsis C. T. White
- Eucalyptus L'Hér.
- Eugenia L.
- Euryomyrtus Schauer
- Feijoa O. Berg
- Gossia N. Snow & Guymer
- Harmogia Schauer
- Homalocalyx F. Muell.
- Homalospermum Schauer
- Homoranthus A. Cunn. ex Schauer
- Hypocalymma (Endl.) Endl.
- Hysterobaeckea (Nied.) Rye
- Kanakomyrtus N. Snow
- Kania Schltr.
- Kardomia Peter G. Wilson
- Kjellbergiodendron Burret
- Kunzea Rchb.
- Legrandia Kausel
- Lenwebbia N. Snow & Guymer
- Leptospermum J. R. Forst. & G. Forst.
- Lindsayomyrtus B. Hyland & Steenis
- Lithomyrtus F. Muell.
- Lophomyrtus Burret
- Lophostemon Schott
- Luma A. Gray
- Lysicarpus F. Muell.
- Malleostemon J. W. Green
- Marlierea auct.
- Melaleuca L.
- Metrosideros Banks ex Gaertn.
- Micromyrtus Benth.
- Mitrantia Peter G. Wilson & B. Hyland
- Mosiera Small
- Myrceugenia O. Berg
- Myrcia DC. ex Guill.
- Myrcianthes O. Berg
- Myrciaria O. Berg
- Myrrhinium Schott
- Myrtastrum Burret
- Myrtella F. Muell.
- Myrteola O. Berg
- Myrtus L.
- Neofabricia Joy Thomps.
- Neomitranthes D. Legrand
- Neomyrtus Burret
- Nothomyrcia Kausel
- Ochrosperma Trudgen
- Octamyrtus Diels
- Osbornia F. Muell.
- Oxymyrrhine Schauer
- Pericalymma (Engl.) Endl.
- Pileanthus Labill.
- Pilidiostigma Burret
- Pimenta Lindl.
- Pleurocalyptus Brongn. & Gris
- Plinia Plum. ex L.
- Pseudanamomis Kausel
- Psidium L.
- Purpureostemon Gugerli
- Rhodamnia Jack
- Rhodomyrtus (DC.) Rchb.
- Rinzia Schauer
- Ristantia Paul G. Wilson & J. T. Waterh.
- Sannantha Peter G. Wilson
- Scholtzia Schauer
- Seorsus Rye & Trudgen
- Siphoneugena O. Berg
- Sphaerantia Peter G. Wilson & B. Hyland
- Stenostegia A. R. Bean
- Stereocaryum Burret
- Stockwellia D. J. Carr, S. G. M. Carr & B. Hyland
- Syncarpia Ten.
- Syzygium Gaertn.
- Taxandria (Benth.) J. R. Wheeler & N. G. Marchant
- Temu O. Berg
- Tepualia Griseb.
- Thaleropia Peter G. Wilson
- Thryptomene Endl.
- Triplarina Raf.
- Tristania R. Br.
- Tristaniopsis Brongn. & Gris
- Ugni Turcz.
- Uromyrtus Burret
- Verticordia DC.
- Welchiodendron Paul G. Wilson & J. T. Waterh.
- Whiteodendron Steenis
- Xanthomyrtus Diels
- Xanthostemon F. Muell.